# Dickmans funktion

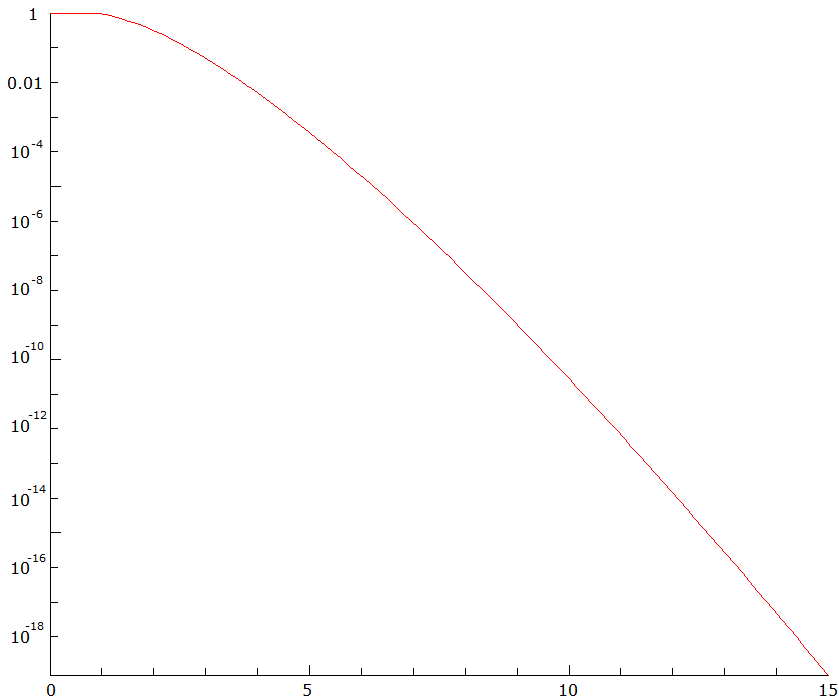
Dickman–de Bruijns funktion ρ(u) utritad i en logaritmisk skala.

Inom analytisk talteori är Dickmans funktion eller Dickman–de Bruijns funktion ρ en speciell funktion som används till att uppskatta antalet släta tal mindre än en given storhet. Den introducerades av Karl Dickman i hans enda matematiska publikation och studerades vidare av Nicolaas Govert de Bruijn.

## Definition
Dickman-de Bruijns funktion {\displaystyle \rho (u)} är en kontinuerlig funktion som satisfierar differentialekvationen
{\displaystyle u\rho '(u)+\rho (u-1)=0\,}
med villkoret {\displaystyle \rho (u)=1} för 0 ≤ u ≤ 1. Dickman bevisade att då {\displaystyle a} är fixerat är
{\displaystyle \Psi (x,x^{1/a})\sim x\rho (a)\,}
där {\displaystyle \Psi (x,y)} är antalet y-glatta tal inte större än x.
V. Ramaswami bevisade senare att {\displaystyle \Psi (x,x^{1/a})} är asymptotiskt lika med {\displaystyle x\rho (a)} med felterm
{\displaystyle \Psi (x,x^{1/a})=x\rho (a)+O(x/\log x).}